# Kamasamudra, Bangarapet
Kamasamudra là một làng thuộc tehsil Bangarapet, huyện Kolar, bang Karnataka, Ấn Độ.